# Tango Tangles
Tango Tangles (auch Tango Tangle oder The Tango Tangle, Alternativtitel: Charlie’s Recreation) ist ein Slapstick-Kurzfilm aus dem Jahr 1914. Der Schwarzweiß-Stummfilm zeigt mit Charlie Chaplin (im Smoking und ohne Bärtchen), Roscoe Arbuckle und Ford Sterling drei Stars der frühen Keystone-Studios-Filme.

## Handlung
Ein erheblich angetrunkener junger Mann betritt einen Maskenball und flirtet mit dem Garderobenmädchen. Dieses hat aber bereits zwei eifersüchtige Verehrer, den Bandleader und den Klarinettisten der Tanzband. Als der junge Mann das Garderobenmädchen auf die Tanzfläche führt, entwickelt sich eine vorwiegend körperlich ausgetragene Auseinandersetzung um die junge Dame.